# Rotenhan (Ebern)
Rotenhan ist ein Gemeindeteil der Stadt Ebern im unterfränkischen Landkreis Haßberge in Bayern.

## Geografie
Das Dorf liegt im östlichen Teil des Landkreises im Baunachgrund, links der Baunach, am westlichen Fuß eines langgestreckten Höhenzugs der Haßberge. Oberhalb des Dorfes steht die Ruine der Burg Rotenhan. Ebern befindet sich etwa 2,5 Kilometer im Süden. Die Bundesstraße 279 von Fulda nach Breitengüßbach führt westlich vorbei.

## Geschichte
Die erste Nennung des Ortes war im Jahr 804, als Riebald und Engelger dem Kloster Fulda Güter in „Rotenhagen“ schenkten. 1233 folgte die Erwähnung von „Ludwig de Rotenhage“, des Stammvaters derer von Rotenhan. Rotenhan war der Weiler der Felsenburg, des Stammsitzes derer von Rotenhan, die 1324 zerstört wurde. Neuer Stammsitz der Familie wurde das benachbarte Schloss Eyrichshof.
1862 wurde die Landgemeinde Eyrichshof, bestehend aus sieben Orten, dem Pfarrdorf Eyrichshof, den drei Weilern Rotenhan, Siegelfeld und Kurzewind und den drei Einöden, Papiermühle, Sachsenhof und Specke in das neu geschaffene bayerische Bezirksamt Ebern eingegliedert. Rotenhan zählte im Jahr 1871 34 Einwohner. Im Jahr 1900 hatte die 573,75 Hektar große Gemeinde 239 Einwohner, von denen 230 Protestanten und 8 Katholiken waren. In dem protestantischen Rotenhan lebten 31 Personen in 7 Wohngebäuden. Die zuständige evangelische Pfarrei und Bekenntnisschule befand sich im 0,5 Kilometer entfernten Nachbarort Eyrichshof. 1925 lebten in dem Weiler 45 Personen in 7 Wohngebäuden.
1950 hatte der damalige Weiler Rotenhan 69 Einwohner und 8 Wohngebäude. Die Katholiken gehörten zum Sprengel der Pfarrei Ebern. 1970 waren es in dem Dorf 88 und 1987 219 Einwohner sowie 58 Wohngebäude mit 83 Wohnungen. Der Einwohnerzuwachs beruht auf einem Gebiet, das zuvor zu Eyrichshof gehörte. 
Am 1. Juli 1971 wurde Rotenhan mit Eyrichshof nach Ebern eingegliedert. Am 1. Juli 1972 folgte im Rahmen der Gebietsreform die Auflösung des Landkreises Ebern und Rotenhan kam zum Haßberg-Kreis.
Die evangelischen Einwohner gehören zum Sprengel der Kirchengemeinde Eyrichshof mit Pfarrsitz in Fischbach, die katholischen zum Sprengel der Pfarrei St. Laurentius in Ebern.